# Ort (wyrobisko)
Ort (z niem. ort – miejsce) – poziome wyrobisko w nachylonym pokładzie łączące jego strop ze spągiem.